# 7571 Weisse Rose
7571 Weisse Rose (1989 EH6) là một tiểu hành tinh vành đai chính được phát hiện ngày 7 tháng 3 năm 1989 bởi F. Borngen ở Tautenburg.
The name was chosen in memory of the non-violent resistance group White Rose ở Đức Quốc xã.